# 和歌山県保育所一覧
和歌山県保育所一覧（わかやまけんほいくしょいちらん）は、和歌山県の保育所の一覧。

## 公立保育所

### 和歌山市
- 和歌山市立砂山保育所
- 和歌山市立宮前保育所
- 和歌山市立中之島保育所
- 和歌山市立城北保育所
- 和歌山市立芦原保育所
- 和歌山市立名草保育所
- 和歌山市立楠見保育所
- 和歌山市立雑賀保育所
- 和歌山市立新南保育所
- 和歌山市立直川保育所
- 和歌山市立川永保育所
- 和歌山市立小倉保育所
- 和歌山市立西脇保育所
- 和歌山市立安原保育所
- 和歌山市立四箇郷保育所
- 和歌山市立宮北保育所
- 和歌山市立岡崎保育所
- 和歌山市立河西保育所
- 和歌山市立宮保育所
- 和歌山市立今福保育所
- 和歌山市立西山東保育所
- 和歌山市立西和佐保育所
- 和歌山市立杭ノ瀬保育所
- 和歌山市立広瀬保育所
- 和歌山市立鳴神保育所
- 和歌山市立栄谷保育所

## 私立保育所

### 和歌山市
- 太陽保育園 (和歌山市)